# Coloproctologia
Coloproctologia (do grego antigo: κῶλον, kôlon, 'membro', 'parte de um verso'; πρωκτός, prōktós, 'ânus'; e -λογία, logía, 'estudo') é uma especialidade médica cirúrgica, é o estudo das doenças do intestino grosso (cólon), do reto e ânus. Compreende também uma série de procedimentos de diagnóstico, como a colonoscopia, a manometria e a ultrassonografia endorretal.
Antes conhecida como proctologia, a especialidade médica passou a ser melhor referida pelo termo coloproctologia por incluir também o estudo e abordagem terapêutica das doenças do intestino grosso (cólon). 
Atribui-se a John Arderne (1307 – 1392) a autoria da primeira publicação sobre a proctologia. Sir Arderne era um cirurgião inglês sendo considerado, por alguns, o pai da proctologia. Sua publicação mais famosa foi um tratado sobre tratamento de fístula anal.